# 温格罗德
温格罗德（德語：Wingerode）是德国图林根州的市镇，隶属于艾希斯费尔德县。总面积为9.77平方千米，截至2023年12月31日总人口为1,114人。